# Johann Karl Franz Hasse
Pour les articles homonymes, voir Hasse.
Johann Karl Franz Hasse, né le 17 octobre 1841 à Tönning, dans le duché de Schleswig et mort le 30 juin 1922, est un anatomiste allemand du XIXe siècle.

## Biographie
Johann Karl Franz Hasse fait ses études à l'université de Göttingen et à celle de Kiel. Il devient, en 1864, professeur à Kiel, en 1867, professeur à Wurtzbourg et, en 1873, professeur de l'université de Breslau.

## Liste partielle des publications
- Anatomische Studien (Leipzig, 1870-1872).
- Das natürliche System der Elasmobranchier (Iéna, 1879-1882).
- Morphologie und Heilkunde (deux volumes, Leipzig, 1880).
- Beiträge zur allgemeinen Stammesgeschichte der Wirbeltiere (Iéna, 1882).
- Die Formen des menschlichen Körpers und die Formveränderungen bei der Atmung (1888-1890).
- Die Venus von Milo (Iéna, 1882).
- Wiederherstellung antiker Bildwerke (1888).
- Die Verklärung Christi von Raffael (Breslau, 1889).